# Bílenec
Bílenec (německy Willenz) je vesnice na okrese Louny, jedenáct kilometrů jihovýchodně od Podbořan. Nachází se v nadmořské výšce 357 metrů. Jedná se o místní část obce Petrohrad.

## Historie
První písemná zmínka o Bílenci pochází z roku 1352 v souvislosti s místním kostelem. Po husitských válkách byl Bílenec připojen k petrohradskému panství, s nímž sdílel osudy až do zrušení patrimoniální správy roku 1849. Třicetiletá válka způsobila, že ve vsi zůstalo jen osm hospodářů, podle jmen většinou Němců. Ti zde v roce 1921 tvořili už jedinou zastoupenou národnost.

## Obyvatelstvo
Při sčítání lidu v roce 1921 zde žilo 180 obyvatel (z toho 84 mužů), z nichž bylo 27 Čechoslováků a 153 Němců. Kromě dvou evangelíků a tří židů byli římskými katolíky. Podle sčítání lidu z roku 1930 měla vesnice 239 obyvatel: 54 Čechoslováků a 185 Němců. Až na dvacet evangelíků se hlásili k římskokatolické církvi.
|                                                                         | 1869 | 1880 | 1890 | 1900 | 1910 | 1921 | 1930 | 1950 | 1961 | 1970 | 1980 | 1991 | 2001 | 2011 | 2021 |
| ----------------------------------------------------------------------- | ---- | ---- | ---- | ---- | ---- | ---- | ---- | ---- | ---- | ---- | ---- | ---- | ---- | ---- | ---- |
| Obyvatelé                                                               | 198  | 182  | 210  | 214  | 198  | 180  | 239  | 116  | 102  | 87   | 48   | 38   | 30   | 45   | 56   |
| Domy                                                                    | 30   | 31   | 34   | 35   | 38   | 38   | 46   | 42   | —    | 29   | 22   | 29   | 33   | 35   | 34   |
| Počet domů z roku 1961 je zahrnut v celkovém počtu domů obce Petrohrad. |      |      |      |      |      |      |      |      |      |      |      |      |      |      |      |

## Obecní správa
Po zrušení patrimoniální správy se při sčítaní lidu v letech 1869–1950 Bílenec byla samostatnou obcí v okrese Podbořany. V letech 1961–1980 byla částí obce Petrohrad v okrese Louny. Od 1. ledna 1981 do 28. února 1990 byla častí města Kryry v okrese Louny. Od 1. března 1990 je znovu částí obce Petrohrad.

## Pamětihodnosti
- Na nízkém návrší stojí barokní kostel svaté Maří Magdalény postavený v roce 1751 na místě staršího kostela zničeného během třicetileté války. Pod kostelem se nachází výklenková kaple z roku 1715, rovněž evidovaná mezi ohroženými nemovitými památkami, která byla přesunuta do vesnice při stavbě silnice R6.[9]
- Na vrcholu Vlčí hory jihovýchodně od vesnice stávalo ve starší době bronzové (2000–1500 př. n. l.) hradiště Vlčí hora.[10] Nedaleko odtud v lese stával snad od 13. století hrad Šprymberk. V roce 1483 se však již uvádí jako pustý. Dochovaly se po něm jen terénní pozůstatky opevnění a budov.[11]

## Rodáci
- Bernhard Sperk (1839–1912), veterinář
- Jaroslav Vinš (* 1947), hokejista